# 카브릴리아
카브릴리아 (Cavriglia) 이탈리아 토스카나주의 아레초도에 위치한 코무네다. 피렌체에서 동쪽 약 35 킬로미터 (22 mi), 아레초에서 쪽 약 35 킬로미터 (22 mi) 거리에 있다.
필리네발다르노, 가이올레인키안티, 그레베인키안티, 몬테바르키, 라다인키안티, 산조반니발다르노 등과 경계를 맞대고 있다.

## 자매 도시
카브릴리아는 다음 도시들과 자매 결연 관계이다:
- 프랑스 라샤펠생메쟁
- 몰타 멜리하 (2007년 이래)
- 우크라이나 모힐리우포딜스키[3]